# Андромах (сын Ахея)
Андрома́х (др.-греч. Aνδρoμαχoς; III век до н. э.) — малоазийский аристократ.

## Происхождение
Его отец Ахей имел владения в Анатолии, а также имел родственные связи с Селевкидами. Андромах был вторым сыном Ахея от неизвестной гречанки и внуком Селевка I Никатора и Апамы. У него был один брат: Александр, и две сестры: Антиохида и Лаодика I.
Во время войны между Селевкидами и Птолемеем III был схвачен и этапирован в Египет. Когда Птолемей умер в 221 году до н. э., Андромах оставался в заключении. Его сын Ахей беспокоился за здоровье отца, и Птолемей IV вместе со своим советником Сосибием рассматривали Андромаха как ценного заложника. Велись переговоры, по которым в обмен на свободу отца Ахей переходил на сторону Лагидов. Но в 220 году до н. э. жители острова Родос встали на сторону Ахея и отправили в Александрию посольство для освобождения Андромаха.
В обмен им была обещана помощь в борьбе с городом Византий. Поначалу Птолемей не хотел отдавать заложника даром, но по итогам переговоров Андромах смог вернуться на родину без каких-либо материальных затрат.

## Семья
Андромах был отцом селевкидского полководца Ахея и Лаодики II. Последняя вышла замуж за родственника — царя Селевка II.